# Manfred Schmidt (Politiker, 1936)
Manfred Schmidt (* 16. Januar 1936 in Schwabhausen; † 21. August 2016) war ein deutscher Jurist und Politiker (SPD).

## Leben und Beruf
Nach dem Abitur am Gymnasium in Eichstätt nahm Schmidt ein Studium der Rechtswissenschaft an der Ludwig-Maximilians-Universität München auf, das er mit dem Ersten Juristischen Staatsexamen abschloss. Nach Ablegung des Zweiten Staatsexamens trat er in den Staatsdienst ein und war von 1966 bis 1969 als Staatsanwalt beim Landgericht München I tätig. Anschließend arbeitete er als Rechtsanwalt.

## Partei
Schmidt trat 1957 in die SPD ein. Er war Vorsitzender eines SPD-Kreisverbandes und Mitglied des Vorstandes der SPD München.

## Abgeordneter
Schmidt gehörte dem Deutschen Bundestag von 1969 bis 1990 an. Er vertrat dort in der sechsten, siebten, neunten und zehnten Wahlperiode (1969–1976 und 1980–1987) den Wahlkreis München-Mitte. In der achten und elften Wahlperiode (1976–1980 und 1987–1990) zog er über die Landesliste Bayern ins Parlament ein. Außerdem war er von 1973 bis 1979 Mitglied des Europäischen Parlaments.

## Auszeichnungen
- 1981: Bayerischer Verdienstorden
- 1986: Verdienstkreuz 1. Klasse der Bundesrepublik Deutschland